# Grant Morrison
Grant Morrison MBE (Glasgow, 31 de janeiro de 1960) é um escritor de histórias em quadrinhos escocês. É bem conhecido por seu experimentalismo e pela utilização das mais diversas referências culturais e contra-culturais em suas criações. Podemos destacar suas contribuições para Animal Man, Batman, JLA, Action Comics, All-Star Superman da DC Comics, New X-Men da Marvel, The Invisibles da Vertigo e 2000 AD da Fleetway. Também é co-criador da série de televisão Happy! do canal Syfy estrelada por Christopher Meloni e Patton Oswalt.

## Juventude
Grant Morrison nasceu em Glasgow, na Escócia, em 1960. Seus primeiros trabalhos foram publicados nas tiras da Gideon Stargrave para a Near Myths em 1978 (quando tinha cerca de 17 anos), um dos primeiros quadrinhos alternativos britânicos. Seu trabalho apareceu em quatro das cinco edições da Near Myths e foi devidamente estimulado a criar trabalhos mais cômicos. Isto incluiu o quadrinho semanário Captain Clyde, um super-herói desempregado baseado em Glasgow, pela The Govan Press, um jornal local, além de várias edições da Starblazer da DC Thomson.

## Carreira

### Até os anos 1980
Morrison começou a publicar em 1977, aos 17 anos, realizando vários trabalhos independentes (incluindo na área da música) e alguns pela Marvel britânica, em 1985. Em 1987, com ilustrações de Steve Yeowell, lança o conceito e o herói Zenith na revista inglesa 2000 AD, desconstruindo desde já o gênero dos super heróis. Seu trabalho na revista chama a atenção da DC Comics. A editora já havia ignorado algumas propostas enviadas por Morrison, mas sua sugestão de uma série do Homem-Animal é finalmente aceita.
O Homem-Animal tem grande importância em sua carreira, pois foi seu passaporte para o sucesso nos Estados Unidos, justamente durante a época da Invasão Britânica de escritores como Neil Gaiman (com Sandman) e Alan Moore (que inaugurou a dita Invasão com seu trabalho em Monstro do Pântano). É um trabalho diferenciado por ser protagonizado por um personagem que até então era ignorado pela editora, transformando-o em grande sucesso e lidando com temas como vegetarianismo, ecologia, drogas e outros assuntos, tudo isso utilizando-se da metalinguagem. O Evangelho do Coiote, história publicada no número 5 do título da revista, marcou uma geração de leitores por sua criatividade e complexidade.
Em 1989, consolida sua fama com diversas publicações pela DC, com destaque para um conto chamado Asilo Arkham, protagonizado por Batman. Com Dave McKean (o ilustre capista de Sandman) nos desenhos, Asilo Arkham fez muito sucesso e tornou-se uma história clássica de Batman, com abordagens sombrias dos personagens. Há quem diga que uma das ideias originais de Morrison era que o Coringa aparecesse travestido de mulher durante a história, o que não teria sido feito por preferência da editora. Nesse ano, também começa a escrever o periódico da Patrulha do Destino e algumas histórias para a 2000 AD, incluindo a polêmica As Novas Aventuras de Hitler.

### A década de 1990

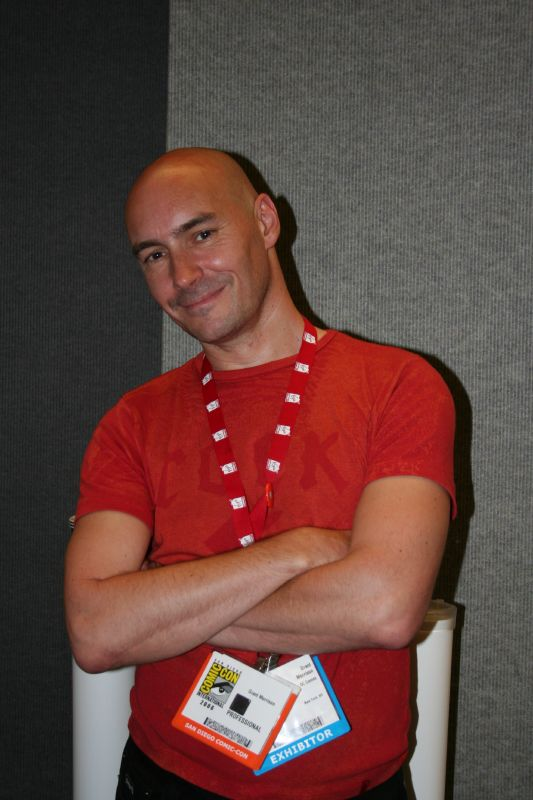
Grant Morrison na ComiCon de 2006.

A primeira metade da década de 1990 marca realizações como Kid Eternidade, Dan Dare, Flex Mentallo e Bible-John, confirmando as qualidades de Morrison como escritor consistente e inovador.
Morrison segue até 1993 com o periódico da Patrulha do Destino, abusando do experimentalismo. Como teria admitido, anos mais tarde, que para escrever a série se utilizava de ácidos.
Em 1993, o selo Vertigo é inaugurado. Voltado para publicações mais adultas, é por ele que, em 1995, Morrison publica o especial Como Matar Seu Namorado, uma sátira da juventude britânica, que tem repercussões estrondosas, sendo reconhecido como um de seus melhores trabalhos. É nesta parte da década também que, com o especial Sebastian O, conhece Frank Quitely, desenhista com quem mais tarde se vincularia fortemente.

#### Os Invisíveis
Em 1996, um título do mainstream cai em suas mãos quando a DC Comics o designa para escrever o mensal da Liga da Justiça. Em sua colaboração (do #1 ao #41), Morrison reinventou a equipe, fazendo com que o título voltasse a ser um dos carros-chefes da editora. Em 1998, publicou o especial DC Um Milhão, que envolveu diversos títulos e personagens. Na mesma época, também publicou Aztek - O Homem Definitivo, criação sua, vista como a versão masculina e latina da Mulher-Maravilha.
Sua publicação de maior destaque na década de 1990 é Os invisíveis. Publicada pela Vertigo, é considerada sua maior e mais importante obra, tendo durado de 1994 a 2000, com 59 números no total (25 para o primeiro volume, 22 para o segundo e 12 para o terceiro). Teoria da conspiração, magia, viagens no tempo, meditação e violência pesada são alguns dos assuntos constantes da história, que tem por protagonistas uma equipe que conta com uma ex-integrante da polícia de Nova Iorque e uma travesti brasileira entre outros integrantes. O experimentalismo em Os Invisíveis é regra e a complexidade da trama é tanta que as vendas da série nos primeiros 10 números foram baixíssimas. Morrison lidou com esta situação da seguinte forma: ao final de uma das edições da revista, publicou um símbolo com um texto abaixo, dizendo para que todos os seus fãs, e fãs da série, se masturbassem num determinado dia e horário olhando para o símbolo, o que magicamente melhoraria as vendas. De fato, as vendas aumentaram e a série não foi cancelada.
Entre outras declarações relativas a Os Invisíveis, o autor disse numa conferência, em 1999, que tudo o que estava escrito na série lhe tinha sido dito por alienígenas que o teriam abduzido em Kathmandu e pedido-lhe que espalhasse tais informações ao mundo através dos quadrinhos. Polêmicas à parte, o mérito da série reside na utilização das mais diversas referências, trabalhando com os Beatles, o Marquês de Sade, a família real da Inglaterra, a Revolução Francesa, psicodelia, telecinesia, vudu, mitologia asteca, Magia do Caos e diversos outros elementos culturais. Em 1999, os últimos 12 números de Os Invisíveis foram publicados em contagem regressiva do 12 ao 1, para marcar a chegada do ano 2000.

### A década de 2000
Grant Morrison adentra o novo século como um consagrado escritor de quadrinhos. A década de 2000 é marcada pela realização de trabalhos ainda mais consistentes e maduros e por sua parceria com Frank Quitely. O primeiro trabalho da década, já com Quitely, é LJA: Terra 2, no qual a Liga da Justiça vai para uma terra paralela em que encontra uma Liga com os valores e ideais exatamente opostos ao seus, num planeta em que o egoísmo e a maldade sempre prevalecem.
No ano de 2001, a Marvel contrata-o para a revitalização do famoso grupo X-Men e já chega ao título fazendo mudanças, alterando o nome da revista de X-Men para New X-Men (Novos X-Men, em português). Em sua contribuição, Morrison alterou drasticamente a situação dos personagens: os que não matou, alterou bastante. Suas mudanças, porém, não foram consideradas contraditórias às premissas originais dos personagens. Alguns consideram que é neste fato que reside a genialidade de sua contribuição. Esta colocação, cinlusive, é considerada motivo de sérias e longas discussões entre fãs e leitores. disto isto, não se considera que é a ousadia o grande destaque da fase Morrison dos X-Men, pois trata-se de uma história bem construída e amarrada, explorando diferentes aspectos da atmosfera dos mutantes e desenhada por Frank Quitely, cujo traço é considerado harmonioso com os roteiros. Quando saiu do título, a Marvel anulou suas mudanças, fazendo com que os personagens e as situações voltassem a ser as mesmas de antes. Sob os roteiros de Joss Whedon, a revista Astonishing X-Men foi lançada, dando uma sutil e paralela continuidade aos feitos de Morrison. Vale dizer que, hoje em dia, Astonishing X-Men é considerada como o melhor título da equipe.
Em 2002, A Vertigo publica The Filth em 13 partes. Seu nome (Os Imundos, em português) faz jus ao conteúdo dos quadrinhos: a mesma temática de teoria da conspiração de Os Invisíveis (o próprio Morrison teria dito que as séries se relacionam muito), porém não num submundo de magia, e sim de sexo, manipulação e tecnologia.
Em 2004, já tendo encerrado sua ampla fase na Marvel (seu New X-Men foi do número 114 ao 156), voltou a produzir para a DC Comics, com foco na Vertigo. Alguns especiais curtos como Seaguy, Vimanarama e o premiado We3 são lançados, servindo não como marcos de carreira, mas como continuidade aos experimentalismos de Morrison, sempre tentando abordar novos universos e temas.
Em 2005, A DC lança Sete Soldados da Vitória,que inaugura o conceito de megassérie nos quadrinhos. São sete histórias paralelas de diferentes protagonistas que se relacionam de maneiras inesperadas, cujos números podem ser lidos em diversas ordens, convergindo para um final em comum. Ao todo, são 30 revistas, todas escritas por Morrison com extremo zelo e sem contradições internas. A densidade de símbolos em Sete Soldados da Vitória inspirou a existência de fóruns na internet dedicados à discussões a seu respeito, em busca de uma leitura mais rica e entendida das metáforas utilizadas pelo autor. A revista é mais uma demonstração da paixão de Morrison por procurar personagens do limbo da editora e revigorá-los com fidelidade à sua essência, chamando a atenção do público para eles. Dessa vez, entre outros, estavam Klarion, o Guardião de Manhattan, e Frankenstein.
Dando continuidade à boa safra, chega às bancas em novembro de 2005 o primeiro número daquela que seria considerada a melhor obra de Grant Morrison e a história definitiva do personagem mais famoso das histórias em quadrinhos: All Star Superman. A linha All Star, comprometida não com questões de cronologia, mas sim com a retratação atemporal de personagens clássicos, mostrou-se uma excelente oportunidade ao escritor de fazer suas alterações radicais ao universo de um personagem sem um editor para lhe impedir. Fãs de Superman, de Morrison e de quadrinhos em geral aprovam o trabalho do autor com um Superman humano e consciente de suas (i)limitações. Conceitos ligados a terras paralelas, cientistas malucos e psicodelia são utilizados aqui, rendendo à história a vitória de duas categorias do prêmio Eisner. Um Frank Quitely em ótima forma ilustra a série, que tem 12 partes.
Em 2006, o visado site Comic Book Resources realizou uma pesquisa entre leitores e constatou que Morrison era o 2º escritor de quadrinhos mais popular de todos os tempos, com Alan Moore em 1º lugar e Neil Gaiman em 3º. Mesmo assim, a popularidade do escocês parece ser mais comum entre leitores de quadrinhos, enquanto os autores de Watchmen e Sandman parecem ter o reconhecimento e admiração de pessoas fora do círculo de fãs de histórias em quadrinhos.
A partir de 2006, Morrison passou a se envolver com o mainstream da DC Comics, começando com a produção da maxissérie 52, junto a Geoff Johns, Greg Rucka e Mark Waid. A ousada atitude da DC Comics de lançar um título semanal que duraria um ano foi bem sucedida e aclamada pela crítica especializada. 52 tem muito a ver com Morrison, pois, além de ser inovadora, só lida com personagens de segundo e terceiro escalão da editora, tais como Adam Strange, Renée Montoya e o próprio Homem-Animal (que, após sua participação, voltara ao limbo). No mesmo ano, o título Batman é posto na sua mão, estando agora, oficialmente, o mais vendável personagem da DC nas mãos do mais polêmico autor. Seus feitos não foram menos arriscados do que os da época dos X-Men: para começar, trouxe à tona um filho de Bruce Wayne, que havia sido eliminado da cronologia. Mais tarde, ressuscitou um grande vilão do universo de Batman e sua última contribuição tem o título "Batman: R.I.P." (Batman: Descanse em Paz, em português).
Em maio de 2008, começou a ser lançada a Crise Final, continuação para duas das séries mais importantes da DC Comics em termos de concepção de cronologia: Crise Nas Infinitas Terras (1985) e Crise Infinita (2005). A Crise Final, totalmente concebida e escrita por Grant Morrison, dialoga não só com as ideias de Marv Wolfman e Geoff Johns, mas principalmente com a obra de Jack Kirby, importantíssimo autor dos quadrinhos, que muito o influenciou. A promessa de Dan DiDio, editor da DC, era que, depois dessa Crise, o universo de personagens sob sua tutela jamais seria o mesmo.
As últimas declarações de Grant Morrison em relação ao que fará futuramente revelam um autor que, mesmo aplicando suas habituais inovações às revistas que está escrevendo, quer voltar a produzir sem um compromisso maior com editores, cronologias e prazos. Disse que queria "voltar a ser si mesmo", e prometeu para 2009 uma continuação para Seaguy, uma história baseada no Mahabharata e uma mini chamada Me and Atomika Bomb.